# Liste der Bodendenkmäler in Heustreu
Auf dieser Seite sind die Bodendenkmäler in der unterfränkischen Gemeinde Heustreu zusammengestellt. Diese Tabelle ist eine Teilliste der Liste der Bodendenkmäler in Bayern. Grundlage ist die Bayerische Denkmalliste, die auf Basis des Bayerischen Denkmalschutzgesetzes vom 1. Oktober 1973 erstmals erstellt wurde und seither durch das Bayerische Landesamt für Denkmalpflege geführt wird. Die folgenden Angaben ersetzen nicht die rechtsverbindliche Auskunft der Denkmalschutzbehörde.

## Bodendenkmäler in Heustreu
| Lage       | Objekt                                                                                      | Akten-Nr.     | Bild |
| ---------- | ------------------------------------------------------------------------------------------- | ------------- | ---- |
| (Standort) | Siedlung der Hallstattzeit und der älteren Latènezeit.                                      | D-6-5627-0021 |      |
| (Standort) | Siedlung der Urnenfelderzeit, der Hallstattzeit und jüngeren Latènezeit.                    | D-6-5627-0022 |      |
| (Standort) | Siedlung der Linearbandkeramik und des Mittelneolithikums.                                  | D-6-5627-0026 |      |
| (Standort) | Archäologische Befunde des Mittelalters und der frühen Neuzeit                              | D-6-5627-0027 |      |
| (Standort) | Bestattungsplatz der Urnenfelderzeit und der Hallstattzeit sowie Siedlung der Hallstattzeit | D-6-5627-0028 |      |
| (Standort) | Siedlung der Urnenfelderzeit und der Hallstattzeit.                                         | D-6-5627-0029 |      |
| (Standort) | Bestattungsplatz der römischen Kaiserzeit.                                                  | D-6-5627-0031 |      |
| (Standort) | Archäologische Befunde des Mittelalters und der frühen Neuzeit                              | D-6-5627-0141 |      |
| (Standort) | Archäologische Befunde der frühen Neuzeit, darunter solche eines Vorgängerbaus              | D-6-5627-0143 |      |